# Temple Challenge Cup
De Temple Challenge Cup is een belangrijke internationale roeiwedstrijd voor studentenploegen in de acht met stuurman op de jaarlijkse Henley Royal Regatta. Deze wordt gehouden te Henley-on-Thames, 40 km stroomopwaarts van de City of London, in Engeland.
De wedstrijd staat open voor mannelijke studenten van universiteiten, hogescholen en andere onderwijsinstellingen. Gecombineerde inschrijvingen uit twee faculteiten van dezelfde universiteit, of van verschillende scholen, zijn toegestaan. Er worden beperkingen opgelegd aan individuele roeiers, om ervoor te zorgen dat sterkere bemanningen deelnemen aan de Ladies' Challenge Plate. Een roeier kan niet deelnemen aan deze race, wanneer hij eerder een wedstrijd in Henley heeft gewonnen, uitgezonderd de Prinsess Elizabeth Challenge Cup of de Fawley Challenge Cup. 
Het evenement vond voor het eerst plaats in 1990 en nadat het dat jaar een succes was geworden, besloten de Regatta-stewards er een jaarlijks terugkerende wedstrijd van te maken. De wisseltrofee, toegekend aan de winnende ploeg op de dag van de finale, werd in 1835 gemaakt door Charles Fox, en is voorzien van een gravure van de Tempel op Temple Island, ter hoogte van de startplaats van alle wedstrijden.
Er was geen buitenlandse winnaar tot 1996, toen Yale University zegevierde. Sindsdien hebben niet-Engelse, buitenlandse bemanningen de wedstrijd gedomineerd. In de afgelopen 15 jaar was er dertienmaal een buitenlandse winnaar. Alleen de Oxford Brookes University brak de buitenlandse greep op de trofee door het roeispektakel in 2006 en 2014 te winnen. 

## Winnaars
- 2021 A.S.R. Nereus, Nederland
- 2020 Gecanceld vanwege COVID-19-pandemie
- 2019 Oxford Brookes University, Verenigd Koninkrijk
- 2018 University of Washington, USA
- 2017 Oxford Brookes University, Verenigd Koninkrijk
- 2016 Oxford Brookes University, Verenigd Koninkrijk
- 2015 A.S.R. Nereus, Nederland
- 2014 Oxford Brookes University, Verenigd Koninkrijk
- 2013 D.S.R.V. Laga, Nederland
- 2012 University of Washington, Verenigde Staten
- 2011 University of California, Berkeley, Verenigde Staten
- 2010 University of Washington, Verenigde Staten
- 2009 Princeton University, Verenigde Staten
- 2008 University of Western Ontario, Canada
- 2007 University of California, Berkeley, Verenigde Staten
- 2006 Oxford Brookes University, Verenigd Koninkrijk
- 2005 Trinity College, Hartford, Verenigde Staten
- 2004 ASR Nereus Amsterdam, Nederland
- 2003 Princeton University "A", Verenigde Staten
- 2002 Harvard University "A", Verenigde Staten
- 2001 Harvard University "A", Verenigde Staten
- 2000 Yale University, Verenigde Staten
- 1999 Cambridge University, Cambridge University Boat Club, Verenigd Koninkrijk
- 1998 Imperial College Boat Club, Imperial College, Londen, Verenigd Koninkrijk
- 1997 Cambridge University Boat Club, Goldie Boat Club, Verenigd Koninkrijk
- 1996 Yale University, Verenigde Staten
- 1995 Oxford Brookes University, Verenigd Koninkrijk
- 1994 Imperial College Boat Club "A", Imperial College, Londen Verenigd Koninkrijk
- 1993 Oxford Brookes University, Verenigd Koninkrijk
- 1992 Imperial College Boat Club, Imperial College, Londen, Verenigd Koninkrijk
- 1991 University of Bristol, Verenigd Koninkrijk
- 1990 Imperial College Boat Club, Imperial College, Londen, Verenigd Koninkrijk

De trofee werd in 1990 en 1991 oorspronkelijk Henley-prijs genoemd. In 1992 werd de prijs omgedoopt tot Temple Challenge Cup.